# Henry George (ekonomista)
Henry George (ur. 2 września 1839 w Filadelfii, zm. 29 października 1897 w Nowym Jorku) – amerykański ekonomista i publicysta.

## Życiorys
W 14 roku życia opuścił szkołę i rozpoczął pracę jako chłopiec na posyłki, potem pracował jako urzędnik, a później służył na statkach, 1856 wrócił do Filadelfii i zaczął uczyć się zecerstwa. Następnie krótko był stewardem na statku, 1858 w związku z gorączką złota udał się do Kanady, po powrocie do USA zaczął pracować jako dziennikarz dla gazety w San Francisco. Obserwował zjawiska kryzysowe w latach 70. XIX w. w Kalifornii, co skłoniło go do napisania Postępu i nędzy (1879, wyd. pol. 1885); w dziele tym, przetłumaczonym później na wiele języków, krytykował prywatną własność ziemi, proponując jako środek na zwalczenie nędzy uczynienie jej własnością publiczną. Nie miało to się jednak wiązać z nacjonalizacją gruntów ale z wprowadzeniem jedynego podatku (ang. single tax) który miałby konfiskować wszystkie korzyści materialne z posiadania danej działki tak aby posiadanie ziemi w celach inwestycyjnych przestało być opłacalne. W jego wizji podatek ten miałby być jedynym źródłem finansowania rządu.

## Wpływ
Jego idea przyniosła mu popularność w USA, a także w Wielkiej Brytanii i Irlandii. Wywarł znaczny wpływ na radykałów i intelektualistów o poglądach socjalistycznych. Jego wykładami w Londynie w 1882 r. zainteresowali się między innymi: Bernard Shaw i Beatrice Webb.

## Literatura dodatkowa
- Wielka Encyklopedia PWN red. Jan Wojnowski, Warszawa 2002, t. 10, s. 88.